# ASOS
ASOS (Э́йсос) — британский интернет-магазин одежды и косметики. Компания была основана в 2000 году в Лондоне и в первую очередь была ориентирована на молодежь. Веб-сайт продает более 850 брендов, а также свой собственный ассортимент одежды и аксессуаров.
Название ASOS первоначально обозначало фразу «As Seen On Screen» со слоганом «покупай то, что видишь в кино и по телевизору», так как магазин занимался продажей одежды знаменитостей (например, он продавал красную кожаную куртку Брэда Питта из фильма «Бойцовский клуб»). В настоящее время магазин фокусируется на продаже модной одежды и аксессуаров.
Штаб-квартира ASOS находится в Камден-Тауне, в большом лондонском здании, с дополнительными филиалами в Париже, Нью-Йорке, Берлине и Бирмингеме. По состоянию на 2013 год их главный филиал находится в Барнсли, Южный Йоркшир, где работают 3500 сотрудников. Отдел обслуживания клиентов базируется в Ливсдене, недалеко от Уотфорда, на юго-западе Хартфордшира.

## История
Компания ASOS была основана 3 июня 2000 года Ником Робертсоном, Эндрю Риганом, Квентином Гриффитсом и Деборой Торп. В 2001 году компания была допущена на альтернативный инвестиционный рынок (AIM) на Лондонской фондовой бирже. В 2003 году, акционеры решили изменить название «As Seen On Screen» на ASOS. В 2004 году компания отчиталась о первой прибыли, а продажи почти удвоились в первом полугодии. В 2004 году ASOS представила свой собственный лейбл женской одежды.
В 2005 году взрыв топливного склада в Бансфилде привел к закрытию предприятия на шесть недель, было потеряно 5 миллионов фунтов стерлингов запасов. В 2008 году ASOS ввела на сайте брендовую детскую одежду, однако впоследствии брендовый рынок пострадал от спада за счет быстрорастущих продаж собственной детской одежды ASOS. В 2010 году ASOS объявила, что больше не будет продавать детскую одежду, чтобы сосредоточиться на своем основном рынке одежды для молодежи.
В последнем квартале 2010 года ASOS запустила три международных интернет-магазина во Франции, Германии и США. В сентябре 2011 года они запустили ещё три онлайн-магазина в Австралии, Италии и Испании. В 2012 году ASOS открыла свой первый международный филиал в Сиднее, а затем ещё один в Нью-Йорке.
В 2013 году ASOS открыла свой первый филиал за пределами Юго-Востока, в Бирмингеме. Онлайн-магазины ASOS в России и Китае были запущены в том же году. В 2014 году произошел пожар на их складе в Барнсли, в результате которого прием заказов остановился почти на три дня. Во время сезона Формулы-1 2014 года ASOS была спонсором команды Макларен. В 2015 году ASOS насчитывала более 4000 сотрудников и стала крупнейшим независимым онлайн-ритейлером одежды и аксессуаров в Великобритании.
В сентябре 2016 года в расследовании Buzzfeed News сообщалось о плохих условиях работы на складе ASOS. Однако представители компании утверждали, что отдельные жалобы, о которых сообщалось в статье Buzzfeed, не отражали общих условий труда.
В апреле 2020 года, во время пандемии COVID-19, некоторые сотрудники и профсоюзы работников ASOS обвинили их в том, что они играют в русскую рулетку с жизнями людей, не применяя адекватных профилактических мер в своем главном филиале в Гриметорпе, штат Барнсли . Утверждалось, что сотрудники склада не могли спокойно работать, сохраняя социальное дистанцирование, чтобы чувствовать себя в безопасности и руководство ASOS не прислушивалось рекомендациям правительства Великобритании. Компания опровергла эти претензии, утверждая, что они выполняли все рекомендации по защите от пандемии, а Совет Барнсли провел проверку и не нашел каких-либо нарушений.
1 февраля 2021 года британский онлайн-ритейлер Asos объявил, что выкупил несколько брендов одежды у ритейлера Arcadia Group. Сумма сделки составила £265 млн, которые будут выплачены наличными. Компания выкупила бренды Topshop, Topman, Miss Selfridge и HIIT.
2 марта 2022 года Asos приостановил доставку товаров в Россию из-за её вторжения на Украину. и не возвращает деньги, за товары отправленные по возврату.
29 июля 2022 года Британское Управление по конкуренции и рынкам начало расследование, компанию обвиняют в гринвошинге — так называют не соответствующие действительности заявления компаний об их инициативах по защите окружающей среды.